# آکادمی هنرهای فیلم و تلویزیون بریتانیا
آکادمی هنرهای فیلم و تلویزیون بریتانیا (انگلیسی: British Academy of Film and Television Arts) به اختصار بَفتا (انگلیسی: BAFTA; ‎/ˈbæftə/‎) یک مؤسسه خیریه مستقل و برجسته در بریتانیا است که به حمایت، ترویج و توسعه هنر در حوزه‌های فیلم، تلویزیون و بازی‌های ویدیویی اختصاص دارد. این آکادمی که به عنوان یک سازمان خیریه به ثبت رسیده است، هدف اصلی خود را شناسایی و تقدیر از افرادی که به این صنایع در بریتانیا و سراسر جهان کمک‌های برجسته‌ای کرده‌اند، اعلام کرده است.
بفتا از سال ۱۹۴۸ به طور سالانه مراسم اهدای جوایز خود را برای تقدیر از بهترین‌های فیلم برگزار می‌کند. این جوایز در طول سالیان متمادی گسترش یافته و شامل بخش‌های مختلفی برای تلویزیون و بازی‌های ویدیویی نیز شده است. از سال ۱۹۹۸، بفتا به طور رسمی جوایزی را برای صنایع بازی‌های ویدیویی در نظر گرفت و از سال ۲۰۰۴، مراسم اهدای این جوایز به طور مستقل از مراسم فیلم و تلویزیون برگزار می‌شود تا اهمیت رو به رشد صنعت بازی را منعکس کند.
مراسم جوایز بفتا که به عنوان یکی از معتبرترین جوایز در صنعت سرگرمی بریتانیا و جهان شناخته می‌شود، از سال ۲۰۰۸ تا ۲۰۱۶ در خانهٔ اپرای سلطنتی لندن برگزار می‌شد. از هفتادمین دوره جوایز بفتا در سال ۲۰۱۷ تا به امروز، مکان برگزاری مراسم اصلی فیلم به رویال آلبرت هالِ لندن تغییر کرده است. مراسمی که پیش از آن در سینمای اودئون میدان لستر برگزار می‌شد.
شاهزاده ویلیام، دوک کمبریج از سال ۲۰۱۰ ریاست آکادمی را بر عهده دارد که نشان‌دهنده اهمیت و جایگاه این نهاد در فرهنگ بریتانیا است. بفتا علاوه بر مراسم سالانه، برنامه‌های آموزشی، بورسیه‌های تحصیلی و کارگاه‌های مختلفی را برای حمایت از استعدادهای جدید و ترویج نوآوری در صنایع خلاق برگزار می‌کند.

## تاریخچه
بفتا در سال ۱۹۴۷ توسط دیوید لین، الکساندر کوردا، کارول رید، روژه مانول و گروهی دیگر بنیان گذاشته شد.
در سال ۱۹۵۸ این آکادمی با صنف تهیه‌کنندگان و کارگردانان تلویزیون ادغام شد تا جامعهٔ فیلم و تلویزیون را به وجود آورد چیزی که در نهایت در سال ۱۹۷۶ منجر به ایجاد آکادمی هنرهای سینمایی و تلویزیونی بریتانیا شد. در سال ۱۹۷۶ با حمایت شاهزاده فیلیپ، دوک ادینبرا، ان، شاهدخت پادشاهی و الیزابت دوم در پیکدیلی این آکادمی به انجمن رسمی با نام بفتا تبدیل شد.
خط مشی بفتا حمایت، توسعه و ترویج هنرهای تصویری با شناسایی و پاداش به الهام بخشان این عرصه و منفعت رسانی به عموم جامعه است.
علاوه بر اهدای جوایز، بفتا برنامه سالانه‌ای از جمله برنامه‌های آموزشی شامل نمایش فیلم و مراسم‌های یادبود را به اجرا می‌گذارد.
بفتا از حمایت ۶۰۰۰ عضو از صنایع بازی، فیلم و تلویزیون برخوردار است. میتزی کانلیف مجسمه‌ساز آمریکایی ماسکی را به سفارش انجمن صنفی تولیدکنندگان تلویزیون در سال ۱۹۵۵ به عنوان جایزهٔ این آکادمی ایجاد کرد.

## ماموریت‌های خیریه
بفتا یک مؤسسه خیریه مستقل برای پشتیبانی، توسعه و ترویج هنر تصویری با زیباشناسی و الهام دادن به بخش عموم است.
این سازمان تقریباً ۶۵۰۰ نفر عضو در بریتانیا و ایالات متحده که معماران و طراحان حرفه‌ای در سینما، تلویزیون و صنایع بازی می‌باشند دارد. بفتا هیچ کمک مالی از دولت دریافت نمی‌کند و با کمک بنیادها و مشارکت شرکت‌های بزرگ بودجه خود را تأمین می‌کند.
بفتا دارای دفاتری در اسکاتلند و ولز و همچنین لس آنجلس و نیویورک در ایالات متحده است.
بفتا علاوه بر برنامه‌های مشخص یک برنامه در طول سال از وقایع آموزشی و طرح از جمله نمایش فیلم و پرسش و پاسخ، شب ادای احترام، مصاحبه، سخنرانی و بحث با شخصیت‌های مهم صنعت مدیریت و پزشکان دارد.

## جوایز فیلم
مراسم جشن سالانه اهدای جوایز معمولاً در ماه‌های آوریل و مِی هر سال برگزار می‌شود، اما از سال ۲۰۰۲ به بعد به دلیل آنکه قبل از اسکار برگزار شود، زمان برگزاری این مراسم به ماه فوریه تغییر یافت.
مراسم معمولاً با نگاه جهانی نسبت به فیلم برگزار می‌شود، با این وجود جایزه‌ای برای فیلم ممتاز یا اولین حضور ممتاز بریتانیا توسط یک نویسنده، تهیه‌کننده یا کارگردان انگلیسی وجود دارد.
با این حال جوایز فیلم کوتاه و انیمیشن کوتاه فقط برای فیلم‌های بریتانیای برگزار می‌شود.
مراسم اعطای جوایز معمولاً یک روز پس از برگزاری در تلویزیون بریتانیا عمدتاً در بی‌بی‌سی وان به نمایش در می‌آید.

### جوایز سینمایی
- جایزه بفتای بهترین فیلم: از سال ۱۹۴۸
- جایزه بفتای بهترین فیلم بریتانیایی: از سال ۱۹۴۸
- جایزه بفتای بهترین فیلم خارجی: از سال ۱۹۴۸
- جایزه بفتای بهترین فیلم کوتاه: از سال ۱۹۸۰
- جایزه بفتای بهترین انیمیشن کوتاه: از سال ۱۹۹۰
- جایزه بفتای بهترین انیمیشن: از سال ۲۰۰۶
- جایزه بفتای بهترین مستند: ۱۹۴۸–۱۹۸۹، ۲۰۱۲ تا اکنون
- جایزه بفتای بهترین بازیگر نقش اول مرد: از سال ۱۹۶۸
- جایزه بفتای بهترین بازیگر نقش اول زن: از سال ۱۹۶۸
- جایزه بفتای بهترین کارگردان: از سال ۱۹۶۹
- جایزه بفتای بهترین بازیگر نقش مکمل مرد: از سال ۱۹۶۹
- جایزه بفتای بهترین بازیگر نقش مکمل زن: از سال ۱۹۶۹
- جایزه بفتای بهترین فیلم‌برداری: از سال ۱۹۶۹
- جایزه بفتای بهترین صدابرداری: از سال ۱۹۶۹
- جایزه بفتای بهترین موسیقی فیلم: از سال ۱۹۶۹
- جایزه بفتای بهترین طراحی تولید: از سال ۱۹۶۹
- جایزه بفتای بهترین طراحی: از سال ۱۹۶۹
- جایزه بفتای بهترین تدوین: از سال ۱۹۷۸
- جایزه بفتای بهترین تازه‌وارد: از سال ۱۹۹۸
- جایزه بفتای برای بهترین جلوه‌های ویژه: از سال ۱۹۸۳
- جایزه بفتای بهترین گریم و آرایش مو: از سال ۱۹۸۳
- جایزه بفتای بهترین فیلمنامه اصلی: از سال ۱۹۸۴
- جایزه بفتای بهترین فیلمنامه اقتباسی: از سال ۱۹۸۴
- جایزه بفتای رقابت ستاره‌ها: از سال ۲۰۰۶

## جوایز تلویزیونی
- بهترین بازیگر مرد
- بهترین بازیگر زن
- بهترین بازیگر نقش مکمل
- بهترین بازیگر نقش مکمل زن مرد
- بهترین کمدی (برنامه یا سریال)
- جایزه درجه لو برای بهترین برنامه سرگرمی
- بهترین عملکرد سرگرمی
- بهترین عملکرد کمدی مرد
- بهترین عملکرد کمدی مرد
- بهترین سریال درام
- بهترین برنامه بین‌المللی
- بهترین سریال درام
- بهترین درام تنها
- بهترین درام مداوم
- بهترین امور
- بهترین سریال مستند
- بهترین برنامه ویژه
- بهترین پوشش خبری
- جایزه کمدی وضعیت
- ورزشی
- جایزه پایونیر
- جایزه بین‌المللی
- جایزه تماشاگران یوتیوب

## جوایز کودکان
مقالهٔ اصلی: جوایز کودکان بفتا
جوایز سالانه کودکان آکادمی بریتانیا در طول ماه نوامبر برگزار می‌شود.

## رئیسان و نایب رئیسان
رئیسان
- شاهزاده فیلیپ، دوک ادینبرو (از ۱۹۵۹ تا ۱۹۶۵)
- لوئیس مونتباتن اولین ارل مونتباتنِ برمه (از ۱۹۶۶ تا ۱۹۷۲)
- شاهدخت آن (از ۱۹۷۳ تا ۲۰۰۱)
- ریچارد اتنبرا (از ۲۰۰۱ تا ۲۰۱۰)
- شاهزاده ویلیام، دوک کمبریج (از ۲۰۱۰ تا اکنون)

نایب رئیسان
- ریچارد اتنبرا (از ۱۹۷۳ تا ۱۹۹۵)
- دیوید پاتنام (از ۱۹۹۵ تا ۲۰۰۴)
- مایکل گرید (از ۲۰۰۴ تا ۲۰۱۰)
- دانکن کنوورتی (فیلم) (از ۲۰۰۹ تا ۲۰۱۵)
- سوفی ترنر لنگ (تلویزیون) (از ۲۰۱۰ تا ۲۰۱۵)
- باربارا براکلی (فیلم) (از ۲۰۱۶ تا اکنون)
- گرگ دایک (تلویزیون) (از ۲۰۱۶ تا اکنون)
- دیوید گاردنر (بازی) (از ۲۰۱۷ تا اکنون)[۵]